# Marianów (Gostynin)
Pour les articles homonymes, voir Marianów.
Marianów (prononciation : [maˈrjanuf]) est un village polonais de la gmina de Gostynin dans le powiat de Gostynin de la voïvodie de Mazovie dans le centre-est de la Pologne.
Il se situe à environ 10 km au nord-est de Gostynin (siège du powiat) et à 103 km à l'ouest de Varsovie (capitale de la Pologne).
Le village possède approximativement une population de 60 habitants.

## Histoire
De 1975 à 1998, le village appartenait administrativement à la voïvodie de Płock.